# 詹姆斯·蒙哥马利·弗拉格
詹姆斯·蒙哥马利·弗拉格（英語：James Montgomery Flagg；1877年6月18日—1960年5月27日），是一位美国艺术家和插画家。他从纯粹的绘画工作转变为卡通画家，但却以他绘制的政治海报而闻名。

## 生平
弗拉格出生在纽约的佩罕马诺，自幼就非常热爱画画。弗拉格在12岁数时，他的插画就被全国性杂志所认可并刊载。在他14岁时，以艺术家的身份向《生活》杂志投稿，并在接下来的一年他又在《法庭》杂志英語：上投稿。在1894年至1898年间，他就读于纽约艺术学生联盟。离开学校后即1898年后至1900年，他来到巴黎和伦敦继续学习美术，回到美国后，他创作了无数书籍的插画、杂志封面、政治海报、幽默的卡通画、广告以及草图纸和速写画。根据他创作的众多连环漫画中，在1903年至1907年的《法庭》杂志上，有一个名叫Nervy Nat（厚脸皮螺母）的角色经常出现。

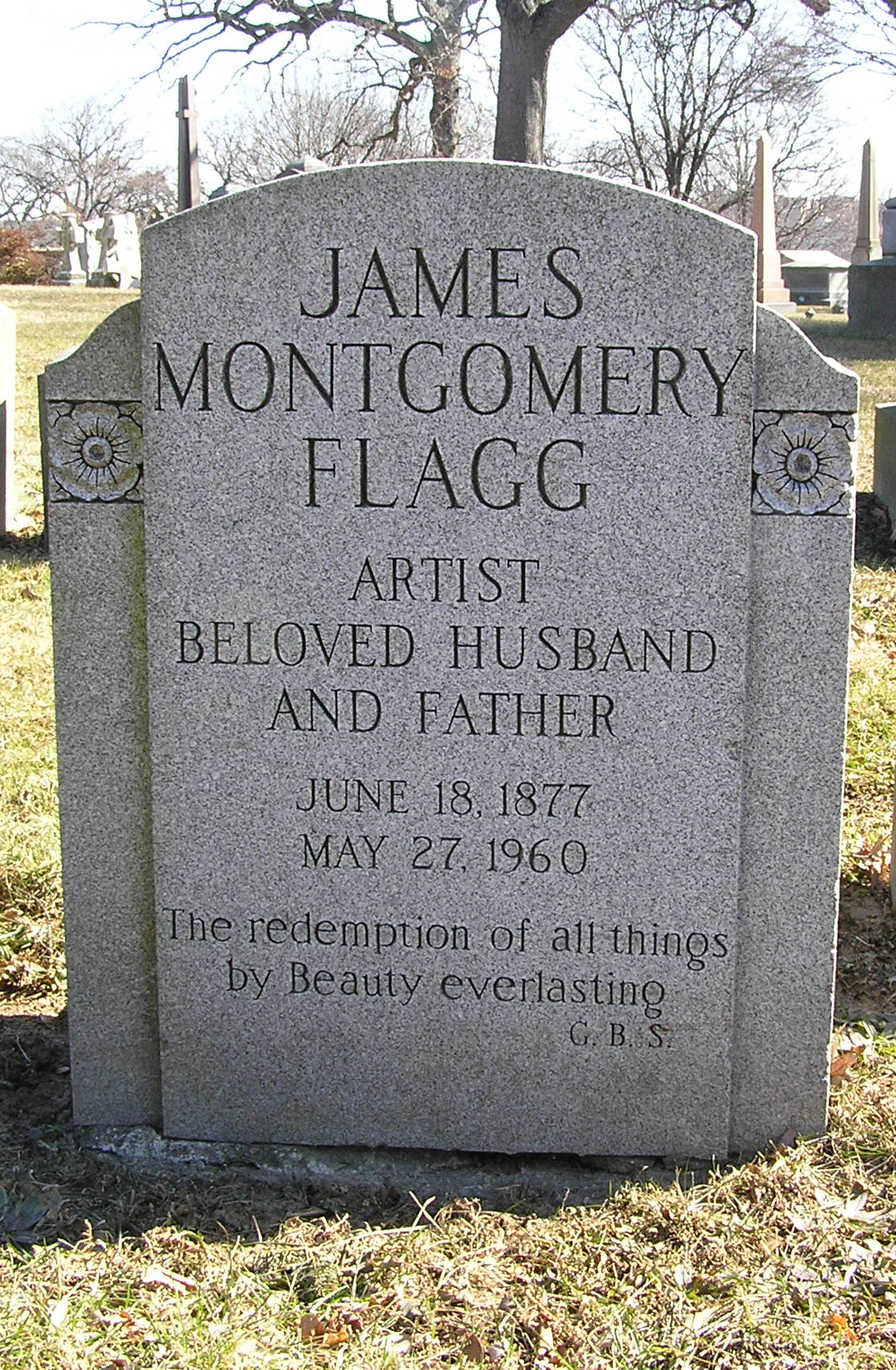
詹姆斯·蒙哥马利·弗拉格之墓，伍德劳恩公墓

弗拉格在1917年绘制了他最为有名的作品，一幅一战美国陆军募兵海报。该海报由山姆大叔用食指指向观者并附上一行文字：“我要你为国家入伍””（受到英国募兵海报的影响，并和基奇纳伯爵是同一姿势）。该海报在一战期间被印刷超过四百万份，并又在第二次世界大战中使用。海报中，山姆大叔的面孔就是弗拉格的（添加了白胡子，并加大了年龄）。他之后回应到，仅仅是避免寻找模特的麻烦。 
在弗拉格事业达到巅峰时，有报道指出弗拉格已是在美国薪酬最高的杂志插画家。1946年，弗拉格的自传《Roses and Buckshot》出版。弗拉格除开插画师工作外，还绘制了一些肖像画作。
弗拉格于1960年5月27日在纽约市逝世，葬于纽约布朗克斯伍德劳恩公墓。弗拉格在度过数个夏季的缅因州比迪福德游泳池（Biddeford Pool）和他的家在1980年成为国家史迹名录。

## 画作

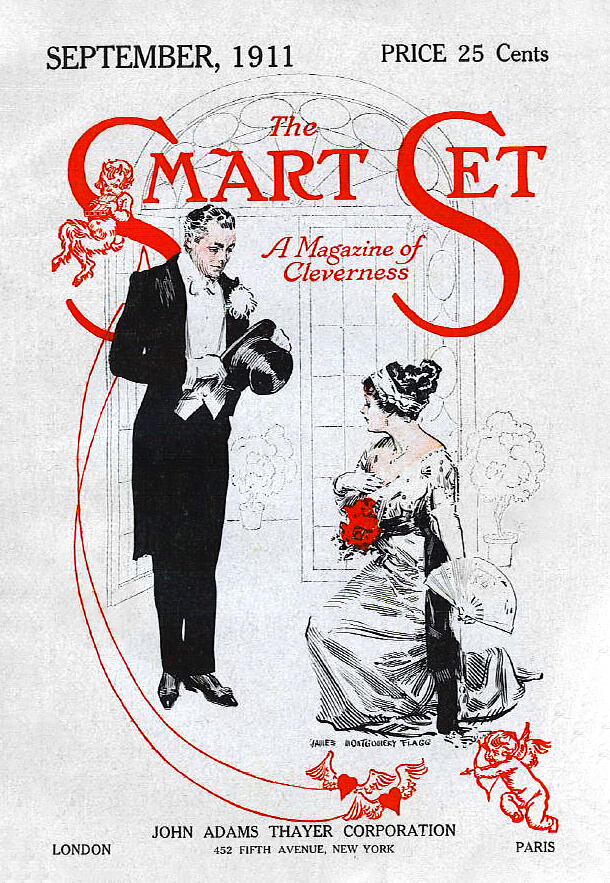
《社交界》杂志封面（1911年）
弗拉格知名的征兵海报
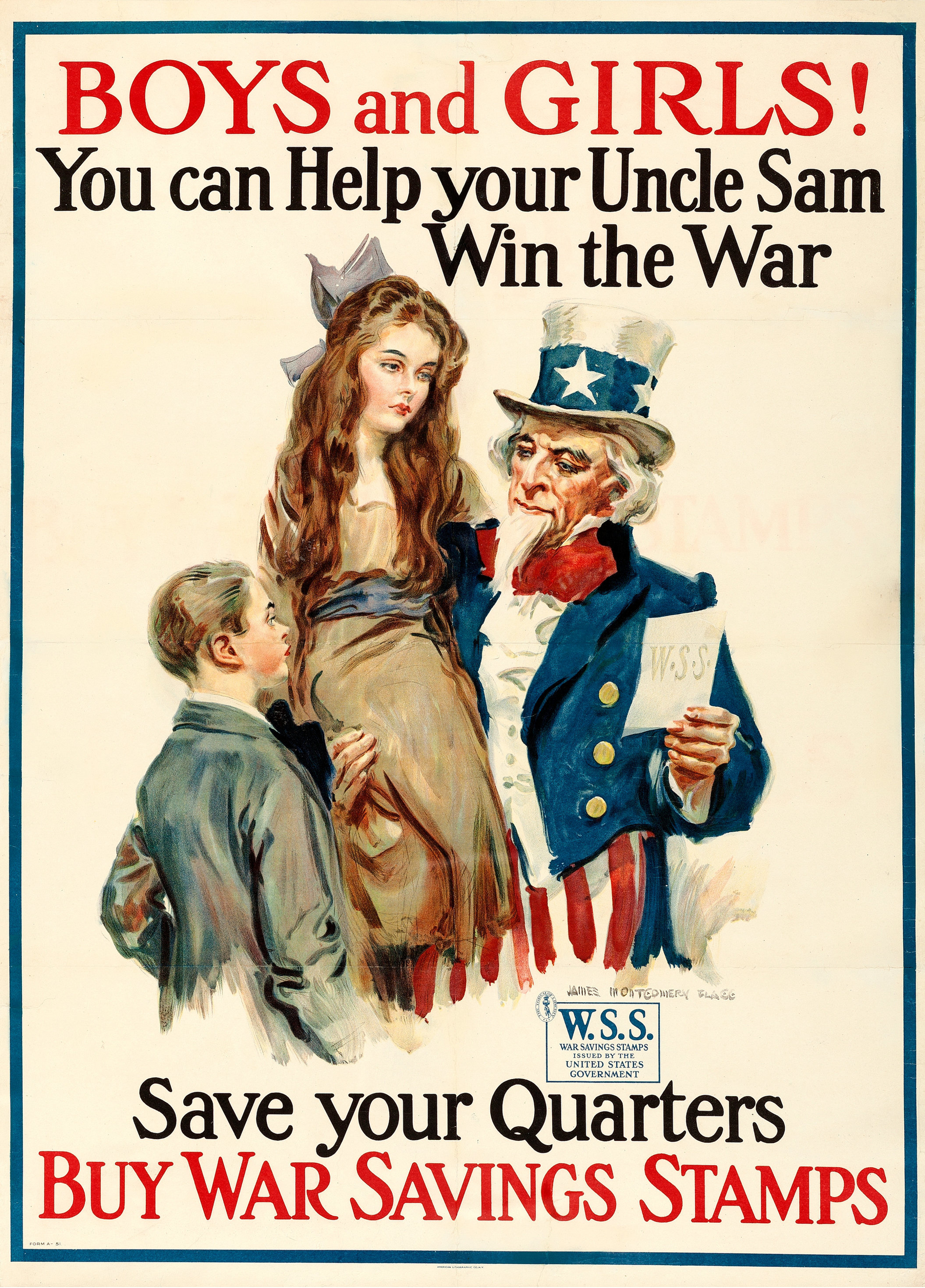
1917战争海报
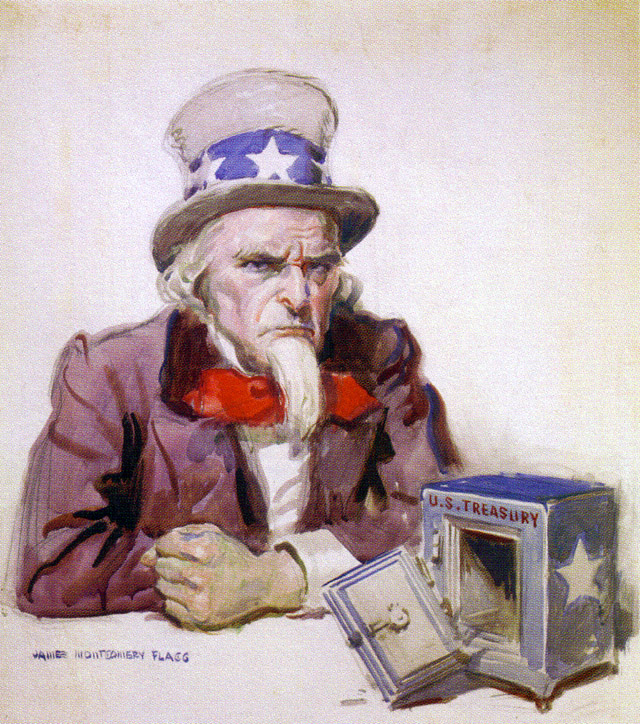
一战后山姆大叔和空的国库
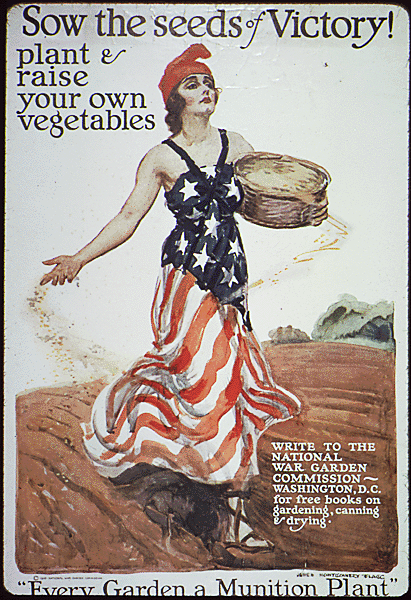
哥伦比亚在胜利花园劳作
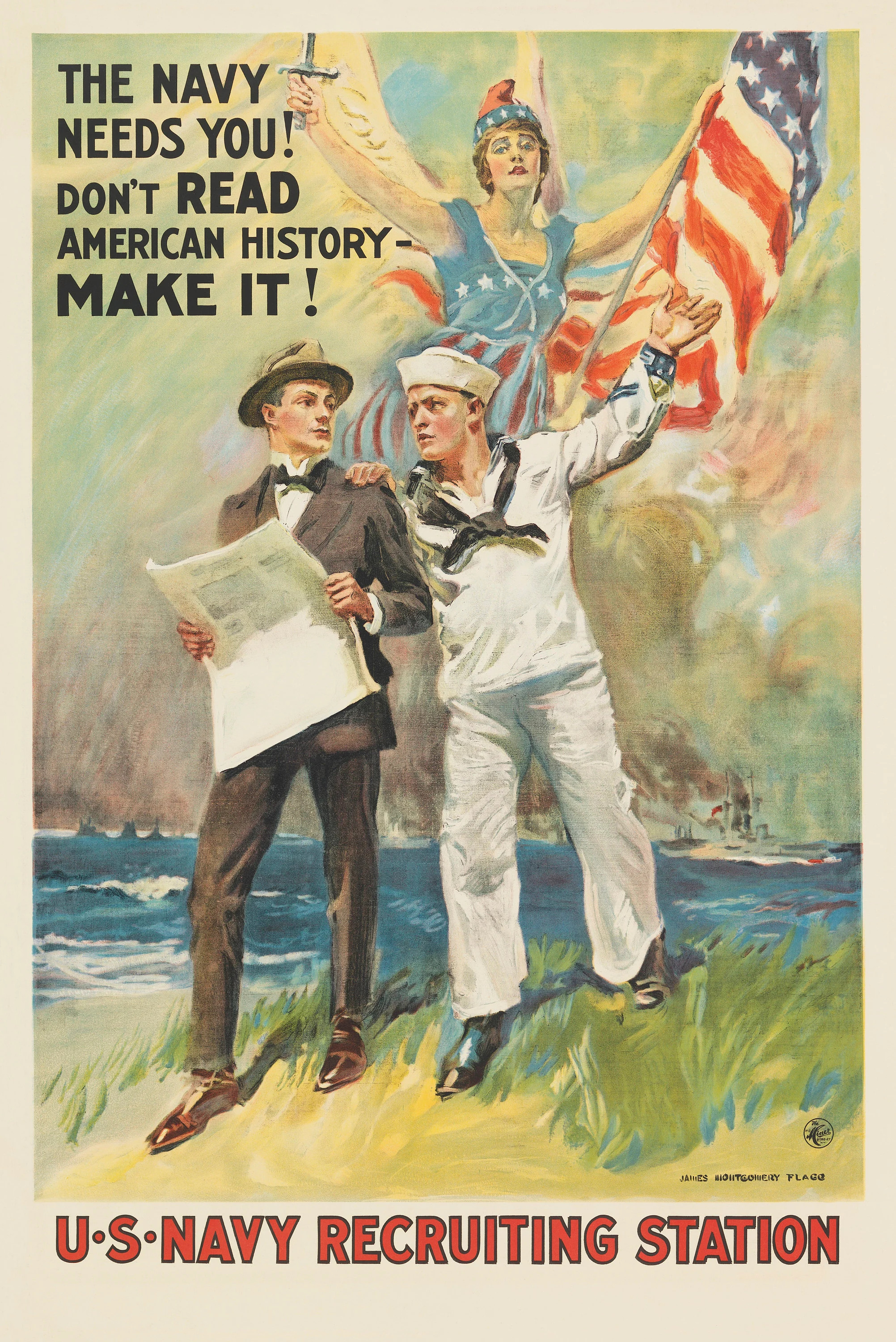
海军需要你们!美国历史？历史由我们创造！
醒来吧，美国。（1917年，一战宣传海报）
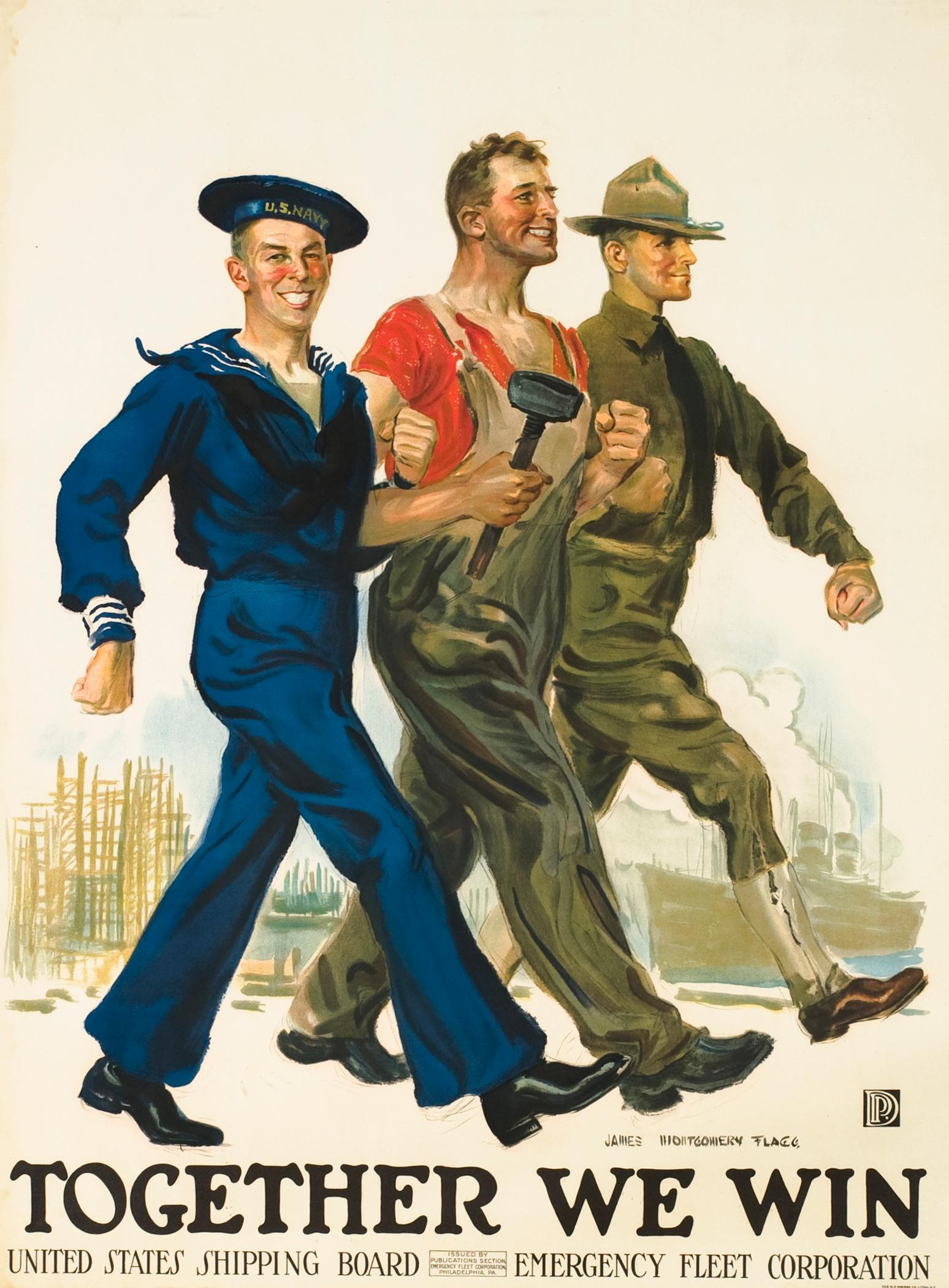
一战的宣传海报。
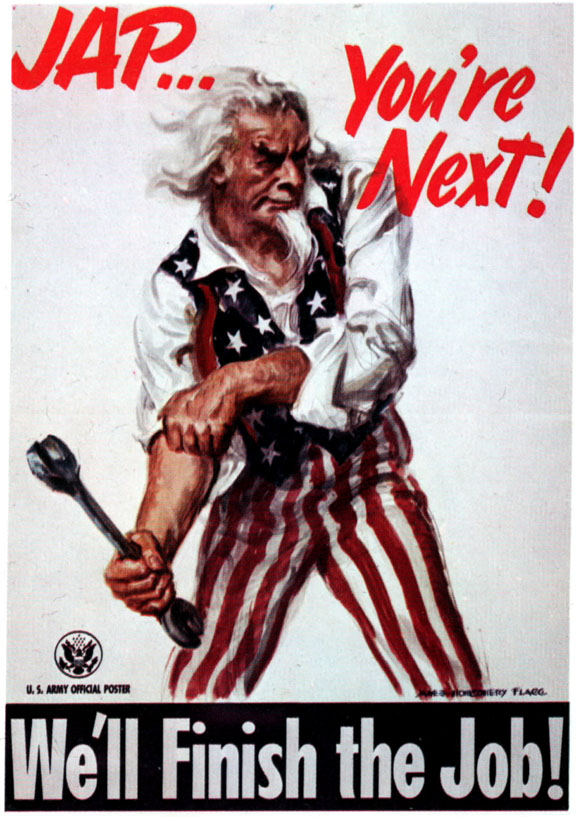
二战美军海报，愤怒的山姆大叔手持扳手准备攻击。时间大概是在第二次世界大战欧战胜利纪念日和第二次世界大战对日战争胜利纪念日之间。